# Paul Grawitz
Paul Albert Grawitz (Sierzno, 1º  ottobre 1850 – Greifswald, 27 giugno 1932) è stato un patologo e medico tedesco.

## Biografia
Era il fratello maggiore del ematologo Ernst Grawitz (1860-1911), e il padre di Otto Busse (1867-1922).
Ha studiato medicina presso l'Università di Berlino, è stato assistente del patologo Rudolf Virchow (1821-1902). Dopo la laurea ha continuato come assistente di Virchow fino al 1886. Dal 1886 al 1921 ha insegnato come professore presso l'Università di Greifswald, dove è stato anche direttore dell'istituto patologico.
Egli è conosciuto per il suo lavoro pionieristico con colture artificiali dei tessuti, e la sua sperimentazione nel campo della batteriologia. "Tumore di Grawitz", noto anche come carcinoma a cellule renali, porta il suo nome.

## Opere principali
- Geschichte der Medizinischen Fakultät Greifswald 1806-1906, Greifswald : Verlag von Julius Abel, 1906. - History of the Greifswald medical faculty.
- Die Medizin der Gegenwart in Selbstdarstellungen, 2 vols, 1923